# Estação Altamira
A Estação Altamira é uma das estações do Metrô de Caracas, situada no município de Chacao, entre a Estação Chacao e a Estação Miranda. Administrada pela C. A. Metro de Caracas, faz parte da Linha 1.
Foi inaugurada em 23 de abril de 1988. Localiza-se no cruzamento da Avenida Francisco de Miranda com a Avenida San Juan Bosco e a Avenida Luis Roche. Atende a paróquia de Chacao.